# Szórády István
Szórády István (Gyula, 1926. január 26. – Szeged, 1990. január 22.) magyar orvos, gyermekgyógyász, címzetes egyetemi tanár, farmakológus. Az orvostudományok doktora (1977). Édesapja, Szórády István (1889–1987) ideg- és elmegyógyász volt.

## Életpályája
1948–1950 között a Szegedi Egyetem Gyógyszertani Intézetében dolgozott. A Szegedi Orvostudományi Egyetem orvosi karán 1950-ben diplomázott. 1954–1964 között az orvostudományi egyetem gyermekklinikáján dolgozott. 1954-ben szakvizsgát tett a csecsemő- és gyermekbetegségek tárgykörből. 1964-től Szeged Város Tanácsa Gyermekkórházának igazgató-főorvosa, címzetes egyetemi docens, Szeged Megyei Város gyermekgyógyász szakfőorvosa volt. 1971–1972 között, valamint 1977–1978 között Helsinkiben volt vendégprofesszor. 1974-től címzetes egyetemi tanár volt. 

### Munkássága
Tudományos munkáját a Gyógyszertani Intézetben Jancsó Miklós, a gyermekklinikán Waltner Károly mellett végezte. Kutatási területe a vitamin volt, kandidátusi disszertációját is ebből a tárgykörből írta (1964). A munkáját még évekig folytatta hazai és külföldi intézet munkatársaival. Az 1960-as évek második felétől a klinikai farmakológia és farmakogenetika került tudományos munkásságának középpontjába. Több írása jelent meg bel- és külföldön egyaránt. Részt vett orvostudományi kiadványok szerkesztésében, magyar és külföldi orvosi társaságok tagja volt.

## Művei
- A pantothensav klinikai jelentősége (kandidátusi disszertáció, 1964, németül is)
- Pharmacogenetics principles and pediatric aspects (1973)
- Tájékoztató a Kőbányai Gyógyszerárugyár készítményeinek gyermekgyógyászati alkalmazásához (Budapest, 1974)
- Farmakogenetika (Budapest-Berlin, 1985)

## Díjai
- Markusovszky-díj (1969, 1974)
- Ylpö-emlékérem (1973)